# Nowy Świat (powiat wieluński)
Nowy Świat – wieś w Polsce położona w województwie łódzkim, w powiecie wieluńskim, w gminie Wieluń.
Przez wieś przebiega ruchliwa droga krajowa nr 43 łącząca Częstochowę z Wieluniem.
W latach 1975–1998 miejscowość położona była w województwie sieradzkim.